# Дьоміно (Шадрінський район)
Дьо́міно (рос. Дёмино) — село у складі Шадрінського району Курганської області, Росія. Адміністративний центр Дьомінської сільської ради.
Населення — 312 осіб (2010, 373 у 2002).
Національний склад станом на 2002 рік: росіяни — 93 %.